# 故郷 (唱歌)

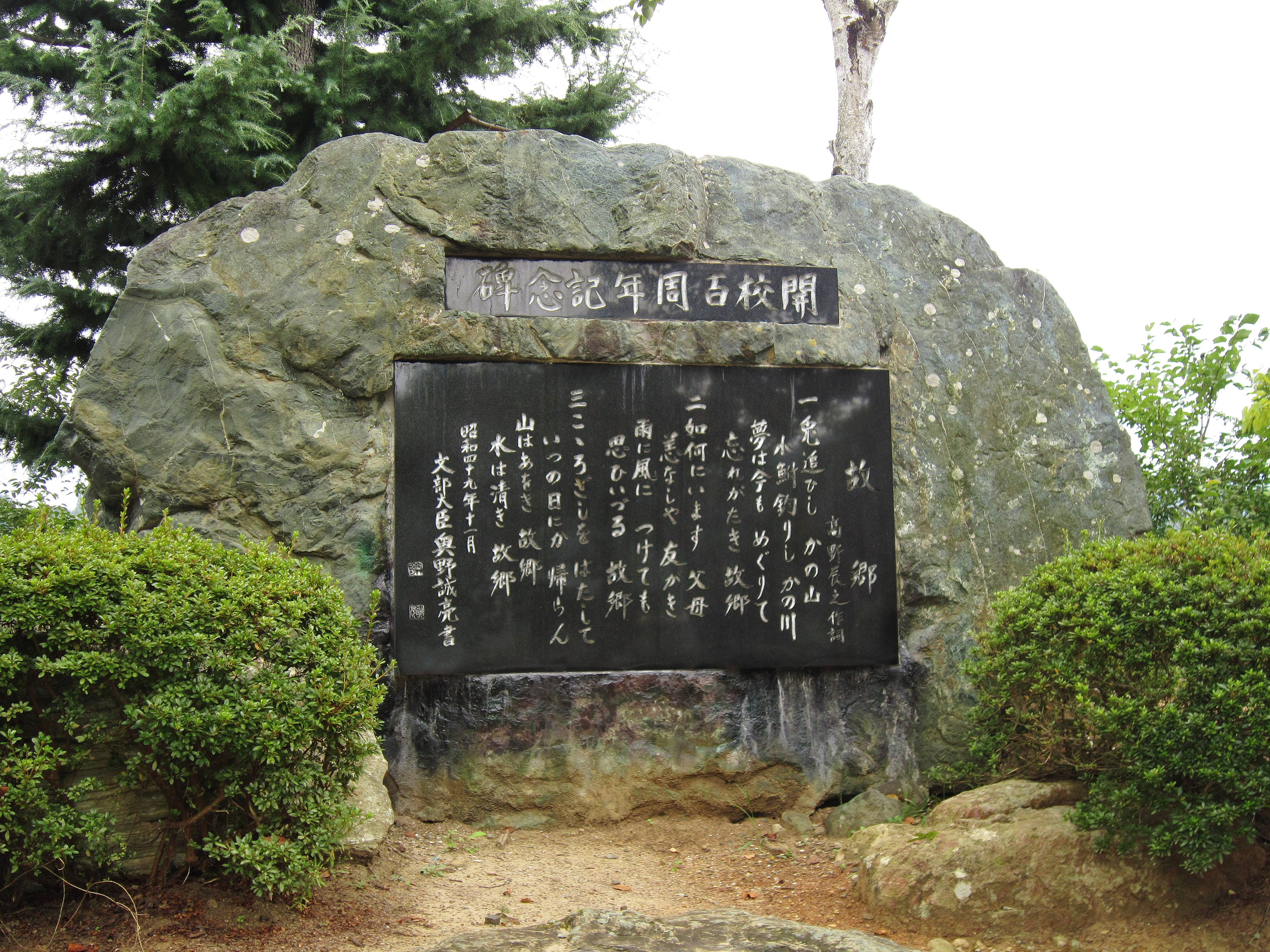
長野県中野市の高野辰之記念館にある歌碑

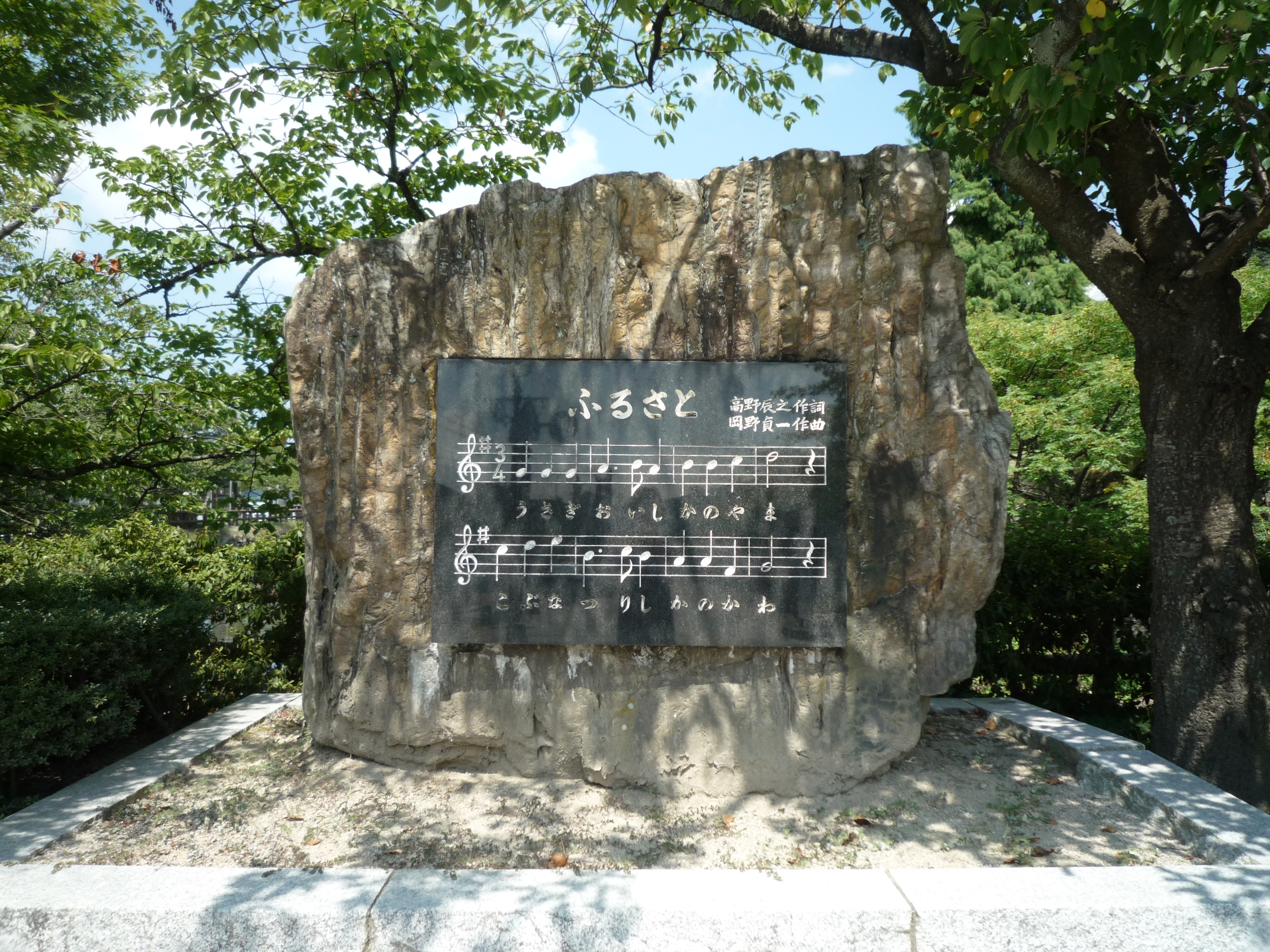
鳥取県鳥取市の久松公園入口にある歌碑

故郷（ふるさと）は、高野辰之作詞・岡野貞一作曲による文部省唱歌。

## 誕生
1914年（大正3年）の尋常小学唱歌の第六学年用（第5曲）で発表された。作詞者や作曲者は文部省が当時公表しなかったが、1960年代に判明した。1992年（平成4年）からは音楽の教科書に両名の作と明記されている。高野の出身地である長野県中野市と、岡野の出身地鳥取県鳥取市に歌碑がある。令和6年度から使用されている小学校6年の音楽の教科書では、小学校学習指導要領で指定している共通教材4曲の一つとして掲載されている（他は、越天楽今様、おぼろ月夜、われは海の子）。

## 歌詞

### 引用
1. 兎追いし彼の山
小鮒釣りし彼の川
夢は今も巡りて
忘れ難き故郷
2. 如何にいます父母
恙無しや友がき
雨に風につけても
思ひ出づる故郷
3. 志を果たして
いつの日にか歸らん
山は青き故郷
水は清き故郷

### 解釈
子供の頃の野山の風景を遠い地から懐かしむという内容で、生まれ故郷から離れて学問や勤労に励む人の心情を歌っている。高野の故郷は、現在は中野市豊田地区になっている旧永江村で、里山の光景が広がっており、歌詞に述べられている「かの山」はその故郷にある熊坂山や大持山、大平山、また「かの川」は斑川であるとする説がある。生前の高野はモチーフを明言しなかったが、国文学研究のため26歳で師範学校教員を辞して上京した人生や、これらの山々では冬の食料として野兎狩りが行なわれていたことは歌詞と重なる。
1. 野兎を追ったあの山や、小鮒を釣ったあの川よ。今なお夢に思い、心巡る忘れられない故郷よ。
2. 父や母はどうしておいでだろうか（「います」は「居る」の丁寧形ではなく、古語の尊敬語「坐す」なので、「ゐます」とはしない）、友人たちは変わりなく平穏に暮らしているだろうか。風雨（艱難辛苦の比喩とも）のたびに、思い出す故郷よ。
3. 自分の夢を叶えて目標を成就させたら、いつの日にか故郷へ帰ろう。山青く水清らかな故郷へ。

## 歌唱
同じ作詞作曲者の手による『朧月夜』『春の小川』等と共に、文部省唱歌を代表する曲として今日も歌われている。
原調はト長調で、拍子は4分の3拍子である。

### 一覧
- 北朝鮮による日本人拉致事件の支援者団体（救う会など）が開催する集会では、集会の最後に日本人拉致被害者の早期日本帰国を願って、参加者全員で故郷を歌唱することが通例となっている。
- 北朝鮮向け短波放送「しおかぜ」では、インターバル・シグナルや放送開始時等のBGMに利用している。
- グレッグ・アーウィンによる英訳詞「My Country Home」が存在し、アーウィン自身の歌唱により1997年4月21日発売のアルバム『ハッピー・チャイルド!〜英語でうたおう　こどものうた　みんなのうた〜』、1999年発売のアルバム『英語でうたう日本の童謡2』（共にビクターエンタテインメントから発売）に収録された。
- 1997年1月、「3か月英会話」（NHK教育）中の企画「日本文化ふるさと便」で、英語版がグレッグ・アーウィンにより歌われた。
- 1995年7月の第17回参議院議員通常選挙・比例区政見放送において、日本福祉党の東三元代表が日本手話混じりで独唱したが、候補者全員落選した（得票率1.03%）。
- 1998年2月の長野オリンピック閉会式では、杏里をメインボーカルに、会場全体で合唱した。ショー向けに、曲の最後が高音で終わるよう編曲されていた。
- 2005年に、株式会社日本香堂のCMソングとして、里アンナがカバー。アルバム『恋し恋しや』に収録。
- 2008年3月に、スペースシャトル「エンデバー」のフライトSTS-123の搭乗15日目のウェイクアップコールとして使用された（土居裕子歌唱）。
- 2011年1月に、株式会社クボタのCMソングとして、原由子がカバー。夫の桑田佳祐も歌唱ではないが、同年9月に行われたライブ『宮城ライブ 〜明日へのマーチ!!〜』で、ハーモニカでの伴奏を行っている。
- 2012年2月に、島谷ひとみがカバー。同年同月22日に発売された童謡カバーアルバム『Sign Music』に収録。
- 2012年3月に、クラシエのCMソングとして、EXILE ATSUSHIがカバー。
- 2013年7月に、天童よしみと秋川雅史がデュエットでカバー。二人のデュエットシングル「祭りばやしが聞こえたら」のカップリングに収録。
- 2013年8月リリース、海上自衛隊東京音楽隊／三宅由佳莉のアルバム『祈り～未来への歌声』に収録。
- 2013年12月に、薬師丸ひろ子がカバー。カバーアルバム『時の扉』に収録。
- 2014年8月に、100年を記念して、サイトウ・キネン・フェスティバル松本で小澤征爾の指揮により、長野県の子供による合唱が、オーケストラの演奏にあわせ、全国各地に同時中継された[2]。
- 2019年5月リリース、陸上自衛隊中部方面音楽隊 鶫 真衣のアルバム『ハレオト〜こころが晴れるうた』に収録。
- 2020年12月に、木山裕策がカバー。アルバム『月 美しき日本の抒情歌』に収録。
- 2021年12月に、三山ひろしがカバー。アルバム『こころの歌～三山ひろし叙情歌を唄う～』に収録。

### EXILE ATSUSHI
EXILE ATSUSHI は、初の配信シングル曲として、この曲を取り上げ、「ふるさと」として2012年3月30日から配信した。
このシングルの宣伝において、この曲は「EXILE ATSUSHI初の童謡カヴァー」として紹介された。EXILEの作品に唱歌、童謡を取り上げた先例はなく、初めての試みとなった。
2010年4月11日から2011年3月27日に放送されたEXILEの冠番組『ひるザイル』（日本テレビ系）のエンディング曲として使用された。また、クラシエ「いち髪」のテレビCMソングにも起用された。
2013年5月1日にEXILE ATSUSHI & 辻井伸行名義のシングル「それでも、生きてゆく」にカップリング曲として収録されたのち、2014年3月12日に発売された2ndアルバム『Music』にも収録された。

## 評価
1989年（平成元年）に「『日本のうた・ふるさとのうた』全国実行委員会」がNHKを通じて全国アンケートにより実施した「あなたが選ぶ日本のうた・ふるさとのうた」で、本曲が第2位を獲得した。
岩谷産業が1997年11月から12月にかけて全国の10代から80代の世代を対象に実施した「“ふるさと”を思い起こす歌」の人気投票で、647人・137曲の投票の中から本曲が124票を獲得して1位に選ばれた。
2003年（平成15年）にNPO「日本童謡の会」が全国約5800人のアンケートに基づき発表した「好きな童謡」で、「故郷」は405票を獲得し第2位に選ばれた。
2006年（平成18年）に文化庁と日本PTA全国協議会が「日本の歌百選」に選定した。
前述した桑田佳祐はかねてからこの曲を気に入っている事を述べており、『BRUTUS』2011年3月1日号の企画「桑田がコタエル」で、高須光聖に「今後、歌を歌ってはならない!という『歌禁止令』が世界で決まりました。最後に1曲だけ歌ってもいいと言われたら、どんな曲をどんなシチュエーションで歌いますか?」と質問された際に、この曲に代表される小学唱歌を挙げ「できたら、母校である茅ヶ崎小学校の、昔の音楽教室で、私の同級生たちと歌いたいなあ」と述べるほどだった。また、前述の宮城公演でこの曲を演奏したシーンが同ライブの中のハイライトだったとし、Aメロの部分で「観客とステージがぎゅっと共鳴した感じがした」と東日本大震災から10年後の2021年3月11日付の『河北新報』でのインタビューで語っている。
前述したクボタのCMでカバーした原由子は、この時に久しぶりにこの曲を歌い、メロディと歌詞に改めて感動した事と、東日本大震災後には、なおさらこの曲の持つ力を実感したと述べている。

## 編曲
- Where Are You From? 〜「ふるさと」による4カ国風変奏 - ピアニスターHIROSHIの編曲。『おもしろ変奏曲にアレンジ! 〜童謡唱歌〜』（ヤマハミュージックメディア）に掲載。
- ふるさとの変奏曲 〜バッハ風舞曲にのせて - 大宝博の編曲。『おもしろ変奏曲にアレンジ! 〜日本のうた〜』（ヤマハミュージックメディア）に掲載。

## 歌詞のみの使用
2004年（平成16年）に田中康夫長野県知事の下で制定された「長野県ふるさとの森林づくり条例」前文において、かつての豊かな森林が広がる信州の風景を表現したものとして、高野辰之が作詞したことを明記した上で、歌詞の冒頭の一節を引用している。
ザ・テンプターズのラストシングル「若者よ愛を忘れるな」（1970年10月発売）の中で、本曲の歌詞の冒頭部分が挿入されている。
聖飢魔IIが爆裂聖飢魔II名義で発布（リリース）した小教典（シングル）「夏休み」（B.D.8年（1991年）7月25日発布）の1番冒頭で本曲の一節を引用している。

## 曲のみの使用
高野辰之の出身地の長野県中野市や岡野貞一の出身地の鳥取県鳥取市をはじめとして、全国各地の防災行政無線の時報（定時放送）で使用されている。また、鉄道駅や車内放送、CM等でも使用されている。鳥取県立図書館の閉館アナウンスのBGMとしても採用されている。

### 鉄道での使用例
- 東日本旅客鉄道（JR東日本）北陸新幹線飯山駅11番線及び12番線ホームの発車メロディ[注釈 4][18]
- 西日本旅客鉄道（JR西日本）山陽本線の尾道駅の三原方面行きホームの入線メロディ
- JR西日本・智頭急行の特急スーパーはくとで運用される智頭急行HOT7000系気動車の車内チャイム

#### 過去の使用例
- 烏山駅（烏山線）の発車予告メロディ（19：19発～終電）
- 越前大野駅（越美北線）の入線メロディ

- 浦和駅4番線（宇都宮線・高崎線ホーム）の発車メロディ[注釈 5]
- 新倉敷駅の三原方面行き山陽本線ホームの入線メロディ
- JR東日本の特急「あずさ」「あさま」等で運用された183系・189系電車の車内チャイム
- 近畿日本鉄道（近鉄）布施駅に停車する特急（大阪上本町駅始発及び鳥羽駅行の一部）の車内チャイム

## 関連作品
- 村上春樹 『村上かるた うさぎおいしーフランス人』 （2007年、文藝春秋） ISBN 4163689400[要説明]